# Westhampton Beach
Southampton es una villa ubicada en el condado de Suffolk en el estado estadounidense de Nueva York. En el año 2000 tenía una población de 1,902 habitantes y una densidad poblacional de 252.6 personas por km².

## Geografía
Southampton se encuentra ubicada en las coordenadas 40°48′32″N 72°38′46″O / 40.80889, -72.64611. Según la Oficina del Censo, la ciudad tiene un área total de 7,7 km² (3 mi²), de la cual 7,5 km² (2,9 mi²) es tierra y 0,2 km² (0,1 mi²) (22.35%) es agua.

## Demografía
Según la Oficina del Censo en 2000 los ingresos medios por hogar en la localidad eran de $58,438, y los ingresos medios por familia eran $74,412. Los hombres tenían unos ingresos medios de $55,625 frente a los $33,000 para las mujeres. La renta per cápita para la localidad era de $38,500. Alrededor del 9.0% de la población estaban por debajo del umbral de pobreza.